# 木村勝男
木村 勝男（きむら かつお、1940年8月13日 - 2018年7月10日 ）は、島根県益田市出身の経営者、自己啓発講演家。数々の事業の変遷ののち、230億円の負債から会社を清算し、再出発した。UBI株式会社創業者で元取締役会長。
2010年に自ら開塾した木村塾や日本創造教育研究所などの講演活動を通じて、中小企業経営者に経営者としての心構え・夢を持つ大切さと伝える活動を行うとともに、NPO法人 BS経営研究所を設立し、P/LではなくB/Sを重視したBS経営®の重要さを啓蒙した。

## 略歴
- 1940年　島根県益田市にて出生
- 1959年　阪神土木 創業
- 1985年　株式会社関西ホーム 設立
- 1991年　UBI株式会社 設立
- 2005年　『逆境にまさる師なし』出版
- 2008年　『BS経営のススメ』『放牧経営』出版　教育機関での講演活動を始める
- 2009年　特定非営利活動法人 BS経営研究所 開設
- 2011年　ボランティアで『経営セミナー/木村塾』を始める
- 2013年　『「メシが食える力」をつけなさい！』出版
- 2014年　講演DVD集『木村塾 ～木村勝男 魂の経営～』リリース
- 2015年　『木村塾』などの講演活動 国内外30箇所 年間189回

## 著書
- 『逆境にまさる師なし』（到知出版社 2005年7月）
- 『BS経営のススメ』（幻冬舎メディアコンサルティング  2008年3月）
- 『放牧経営』（幻冬舎メディアコンサルティング  2008年9月）
- 『「メシが食える力」をつけなさい！』（サンマーク出版　2013年4月）